# Port de Honfleur
 (juillet 2024).
Si vous disposez d'ouvrages ou d'articles de référence ou si vous connaissez des sites web de qualité traitant du thème abordé ici, merci de compléter l'article en donnant les références utiles à sa vérifiabilité et en les liant à la section « Notes et références ».

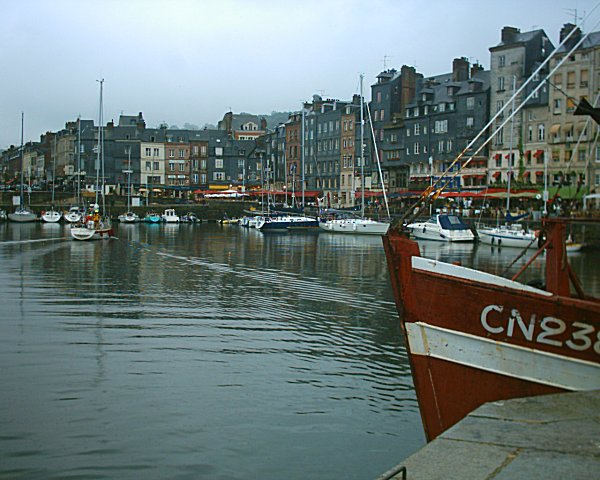
Le Vieux bassin.

Le port de Honfleur est le port de la ville normande de Honfleur. Les expéditions vers le Québec à partir de ce port ont conduit à sa fondation.

## Histoire
Le port fut fondé par les Vikings[réf. nécessaire].

### Un port d'exploration
Jacques Cartier fonde le Canada en 1534 et le donne à la France. Il adopte le nom Canada qui signifie « village » en huron. Le roi de France François Ier, déçu par le manque d'or et de diamants, décide de ne pas exploiter les terres. Ce n'est que deux cents ans plus tard, au XVIIe siècle, que Samuel de Champlain reçoit l'ordre de coloniser ce vaste territoire. Ayant quitté Honfleur, il fonde le territoire du Québec. Louis XIV ordonne d'établir les premières véritables colonies normandes. Plus de Modèle:Onité se sont installés et ont cultivé la terre. La pêche, la chasse et le commerce des fourrures étaient florissants.

### Le Vieux Bassin

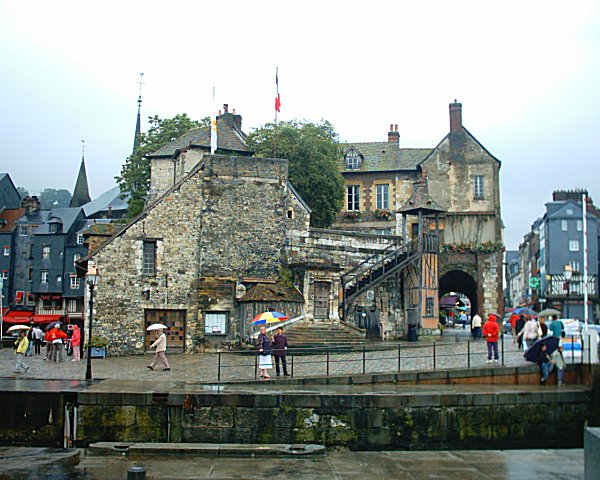
La Lieutenance.

Le port fut remanié en 1681 par Abraham Duquesne, sous les ordres de Colbert. L'ancien port était un rivage aménagé en petit havre. En raison de l'agrandissement du port, les fortifications occidentales de la ville furent démolies. Le port est bordé, sur trois côtés, par des bâtiments de deux styles distincts ; de grandes maisons en pierre au sud (quai Saint-Étienne) et des maisons en bois hautes et étroites au nord (quai Sainte-Catherine).
Le bâtiment de la Lieutenance se trouve à l'entrée du vieux port. Il s'agit d'une ancienne bâtisse du XVIIIe siècle, et ancienne demeure du gouverneur de Honfleur. L'un des côtés de l'édifice est une ancienne porte de la ville, la porte de Caen, qui devait faire partie des fortifications de la ville. Elle fut la demeure du lieutenant du roi entre 1684 et 1789. Elle devient, en 1793, le tribunal de commerce.

### Port négrier
Au XVIIIe siècle, le port prend une part importante à la traite négrière occidentale, et devient, avec 142 expéditions organisées et environ 50 000 captifs déportés, le 7e port négrier français,. En 1717, reconnaissant l'importance de la situation géographique du port de Honfleur, la compagnie du Sénégal y est établie. Honfleur sert également de port de secours face à l’engorgement du port du Havre, en particulier pendant son apogée négrier de 1783 à 1791,.

### Ancienne gloire auXIXesiècle

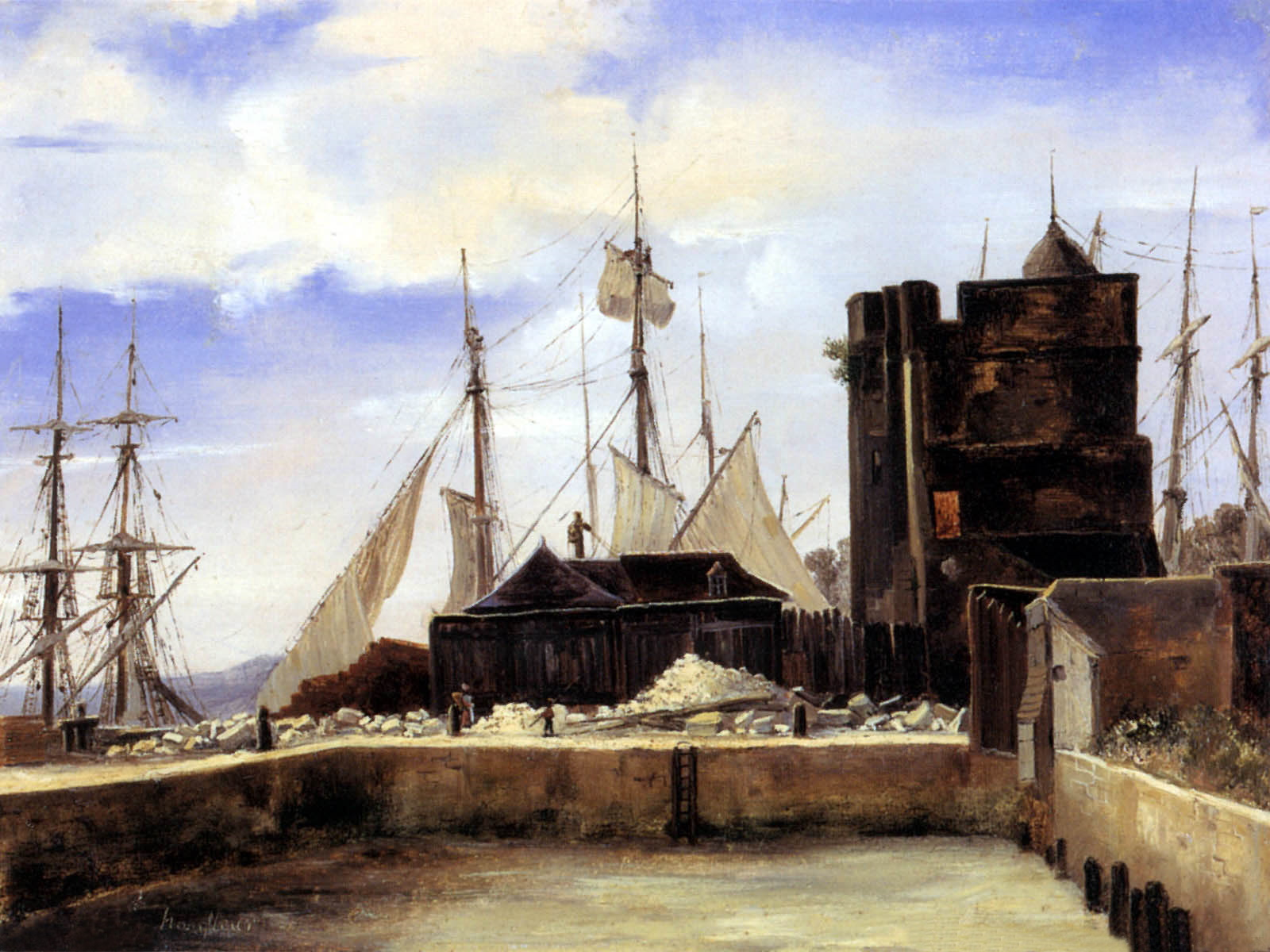
Le vieux port, peint par Corot.

À la fin de chaque année, un almanach, appelé Annuaire administratif du Département, était publié, reprenant les statistiques relatives au Calvados. Quelques données du port de Honfleur peuvent être trouvées dans ces livres et par exemple, en 1865, le trafic vers et depuis Honfleur était le suivant :
- Un trafic important avec l'Angleterre a été observé ainsi qu'un développement du trafic en provenance de Norvège. Le trafic était de 384 voiliers transportant 44 177 tonnes et 2 011 navires à vapeur transportant 272 169 tonnes. Les ferries à destination et en provenance du Havre ont transporté 232 809 passagers.
- Le trafic de marchandises vers l'Angleterre était composé d'œufs, de fromages, de beurre, de volaille, de céréales, de légumes, de pommes, de cidre, de poires... et en provenance d'Angleterre des chevaux et du bétail agricole.

L'annuaire de 1881 était beaucoup plus précis, détaillant le nombre de passagers à destination et en provenance de plusieurs destinations ; 199 789 à destination et en provenance du Havre, 2 320 à destination et en provenance de Rouen. Il a également ajouté 115 à destination et en provenance de Southampton et 91 à Littlehampton, soit un total de 345 992 passagers cette année-là.
Les bateaux de pêche étaient présents en nombre et en 1881, 75 navires étaient immatriculés et stationnés à Honfleur. La somme provenant de la vente des produits de la mer s'élève à 390 francs. La plupart des fruits de mer pêchés étaient consommés à proximité, mais une partie était exportée vers Paris et d'autres villes et transportée par train par les Chemins de Fer de l'Ouest. Les captures se sont élevées à 183 491 kg de moules et 185 190 kg de poisson frais.
Les importations notables étaient le bois de Norvège, le charbon d'Angleterre, le blé d'Amérique et la chaux.
Les plus gros navires à être entrés dans le port de Honfleur étaient l'Aneroïd, un trois-mâts anglais, le Nostra-Madre un trois-mâts Italien et le paquebot anglais, le Newsleydale, avec 5,3 m de tirant d'eau.

## Plan
Le port est une série de bassins, reliés à la Seine par un chenal d'accès.

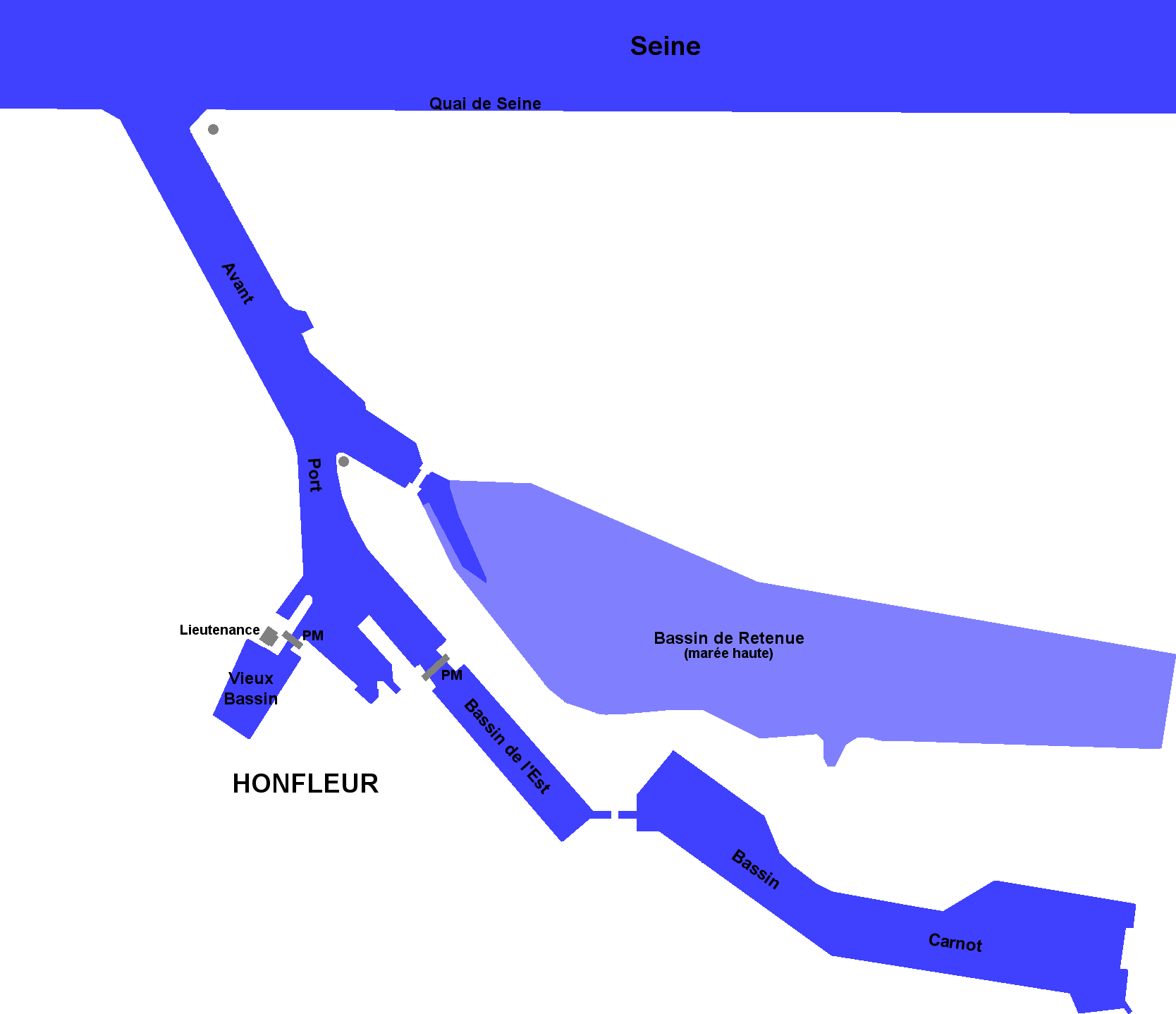
Plan du Port de Honfleur.